# Милутин Бедричић
Милутин Бедричић био је српски сликар и иконописац из Баната из 19. века.

## Биографија
Сликарство учио у првој деценији XIX века код Арсе Теодоровића.
Насликао је икону "Благовести" за цркву у селу Новосељани (1815). Насликао је "Богородичин трон" у Великом Чанаду (1837).